# 1939年のNFL
1939年のNFLは、NFLの20年目のシーズンである。
この年、ブルックリン・ドジャース対フィラデルフィア・イーグルスの試合がNBCで初めてテレビ放送された。この放送はニューヨーク州のニューヨークとオールバニにのみ、実験的に放送されたものであり、NFLが初めて通常放送されるのは、1951年のことである
NFLチャンピオンシップで、グリーンベイ・パッカーズがニューヨーク・ジャイアンツを27対0で破り、NFLチャンピオンに輝いた。

## ドラフト
1938年12月9日にドラフトが行われ、22巡200名が指名された。

## 主なルール変更
- 無資格レシーバーがフォワードパスに触れた時の罰則が15ヤードの罰退＋ダウン喪失と規定された。
- 無資格レシーバーがフォワードパスが投げられる前にダウンフィールドに出た場合の反則が15ヤードの罰退＋ダウン喪失と規定された。

## 順位表
| 東地区                       |    |    |    |      |      |      |
| チーム                       | 勝 | 敗 | 分 | 率   | 得点 | 失点 |
| ニューヨーク・ジャイアンツ   | 9  | 1  | 1  | .900 | 168  | 85   |
| ワシントン・レッドスキンズ   | 8  | 2  | 1  | .800 | 242  | 94   |
| ブルックリン・ドジャース     | 4  | 6  | 1  | .400 | 108  | 219  |
| フィラデルフィア・イーグルス | 1  | 9  | 1  | .100 | 105  | 200  |
| ピッツバーグ・パイレーツ     | 1  | 9  | 1  | .100 | 114  | 216  |

| 西地区                   |    |    |    |      |      |      |
| チーム                   | 勝 | 敗 | 分 | 率   | 得点 | 失点 |
| グリーンベイ・パッカーズ | 9  | 2  | 0  | .818 | 233  | 153  |
| シカゴ・ベアーズ         | 8  | 3  | 0  | .727 | 298  | 157  |
| デトロイト・ライオンズ   | 6  | 5  | 0  | .545 | 145  | 150  |
| クリーブランド・ラムズ   | 5  | 5  | 1  | .500 | 195  | 164  |
| シカゴ・カージナルス     | 1  | 10 | 0  | .091 | 84   | 254  |